# Regedit

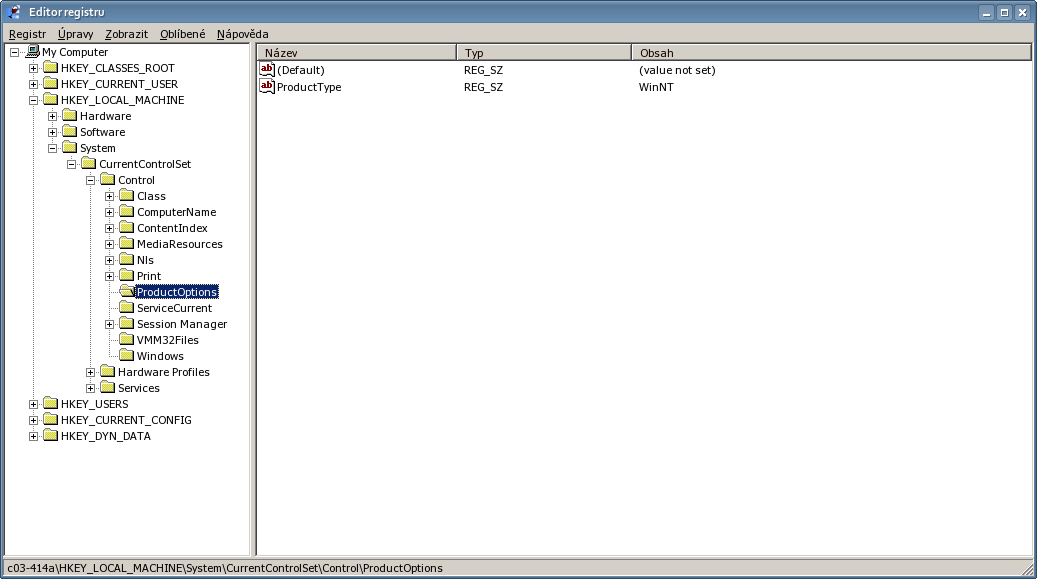
Regedit.exe

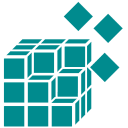
Logo programu

Regedit – edytor rejestru Windows działający w trybie graficznym, instalowany wraz z systemem Microsoft Windows. Ze względu na niebezpieczeństwa wynikające z nieumiejętnej modyfikacji rejestru oraz brak możliwości cofania zmian Regedit jest przeznaczony dla zaawansowanych użytkowników systemu. Po raz pierwszy pojawił się w wersji 3.0 systemu. Obecny wygląd został wprowadzony wraz z systemem Windows NT. Oprócz edycji Regedit pozwala na importowanie i eksportowanie kluczy rejestru do plików tekstowych z rozszerzeniem .reg.
Dostępne jest także narzędzie pozwalające na modyfikację rejestru z poziomu wiersza poleceń wywoływane poleceniem reg.exe.
Pierwsza wersja wprowadzona w systemie Windows 3.0 miała bardzo ubogie możliwości. Aplikacja nosiła jeszcze nazwę Registration Info Editor. Po uruchomieniu wyświetlana była lista zarejestrowanych typów plików. Umożliwiono zdefiniowanie akcji dostępnych po wywołaniu poleceń Otwórz i Drukuj wykorzystywanych przez File Managera. Dodatkowo można było skonfigurować obsługę wycofywanego już wtedy protokołu DDE. Mimo wprowadzenia w tej wersji Windows mechanizmów OLE i przechowywania informacji o nich w rejestrze nie było możliwe ich konfigurowanie za pomocą edytora.
W systemach Windows NT 3.x pojawiła się 32-bitowa aplikacja Regedt32.exe będąca pierwowzorem dzisiejszego edytora rejestru. Przedstawiała ona strukturę rejestru w sposób przypominający wyświetlanie plików przez Eksploratora Windows. W lewej części okna znajduje się drzewo przedstawiające strukturę kluczy rejestru. Prawa część zawiera listę wartości znajdujących się w zaznaczonym kluczu rejestru. Regedt32 umożliwiał też edycję wprowadzonych w NT uprawnień dostępu do kluczy rejestru. Regedt32 nie pozwalał natomiast na importowanie i eksportowanie rejestru do plików .reg.
W systemach NT była także dostępna aplikacja regedit.exe. Była ona przeniesiona z domowych wersji okienek w celu zachowania kompatybilności z 16-bitowymi aplikacjami Windows.
Wraz z systemem Windows 95 Regedit uzyskał interfejs przeniesiony z regedt32. Dodano także obsługę menu kontekstowych. Ta koncepcja interfejsu jest używana do chwili obecnej. Także aplikacja Regedit na platformach NT od wersji 4.0 uzyskała nowy wygląd, jednak nie posiadała zaawansowanych możliwości regedt32 (Regedit został przeniesiony z Windows 95 bez żadnych modyfikacji).
Regedit w Windows 2000 został wzbogacony o menu Ulubione. Dodatkowo od wersji dostępnej z Windows Me po uruchomieniu przywracany jest ostatni otwarty klucz rejestru.
Aplikacje Regedt32 oraz Regedit zostały połączone w systemie Windows XP. Regedit uzyskał możliwość modyfikacji wszystkich typów wartości oraz uprawnień dostępu. Aplikacja regedt32 została pozostawiona w celu zachowania kompatybilności z systemami NT (w rzeczywistości uruchamia tylko aplikację Regedit).